# Turkish Aerospace Industries
Turkish Aerospace Industries (TAI), (Turks: Tusas Havacilik Ve Uzay Sanayi) is een Turks lucht- en ruimtevaartbedrijf. Het is een staatsonderneming die meer dan 4000 werknemers in dienst heeft.